# Puebla del Príncipe
Puebla del Príncipe ist ein Dorf und eine spanische Gemeinde (municipio) mit 647 Einwohnern (Stand: 2024) im Südosten der historischen Landschaft La Mancha in der Provinz Ciudad Real in der Region Kastilien-La Mancha in Zentralspanien. 

## Lage und Klima
Puebla del Principe liegt etwa 100 Kilometer südöstlich von Ciudad Real in einer Höhe von ca. 940 m. Das Klima ist meist trocken und warm; der spärliche Regen (ca. 525 mm/Jahr) fällt überwiegend in den Wintermonaten.

## Bevölkerungsentwicklung
| Jahr      | 1970 | 1981 | 1991 | 2001 | 2011 | 2021 |
| Einwohner | 1512 | 1228 | 1099 | 1024 | 791  | 689  |

Infolge der Mechanisierung der Landwirtschaft, der Aufgabe bäuerlicher Kleinbetriebe („Höfesterben“) und der dadurch ausgelösten „Landflucht“ ist die Einwohnerzahl der Gemeinde in der zweiten Hälfte des 20. Jahrhunderts deutlich gesunken.

## Sehenswürdigkeiten
- Reste der Burganlage
- Kirche Mariä Himmelfahrt (Iglesia de Nuestra Señora de la Asunción)
- Marienkapelle (Ermita de Nuestra Señora de Mairena)

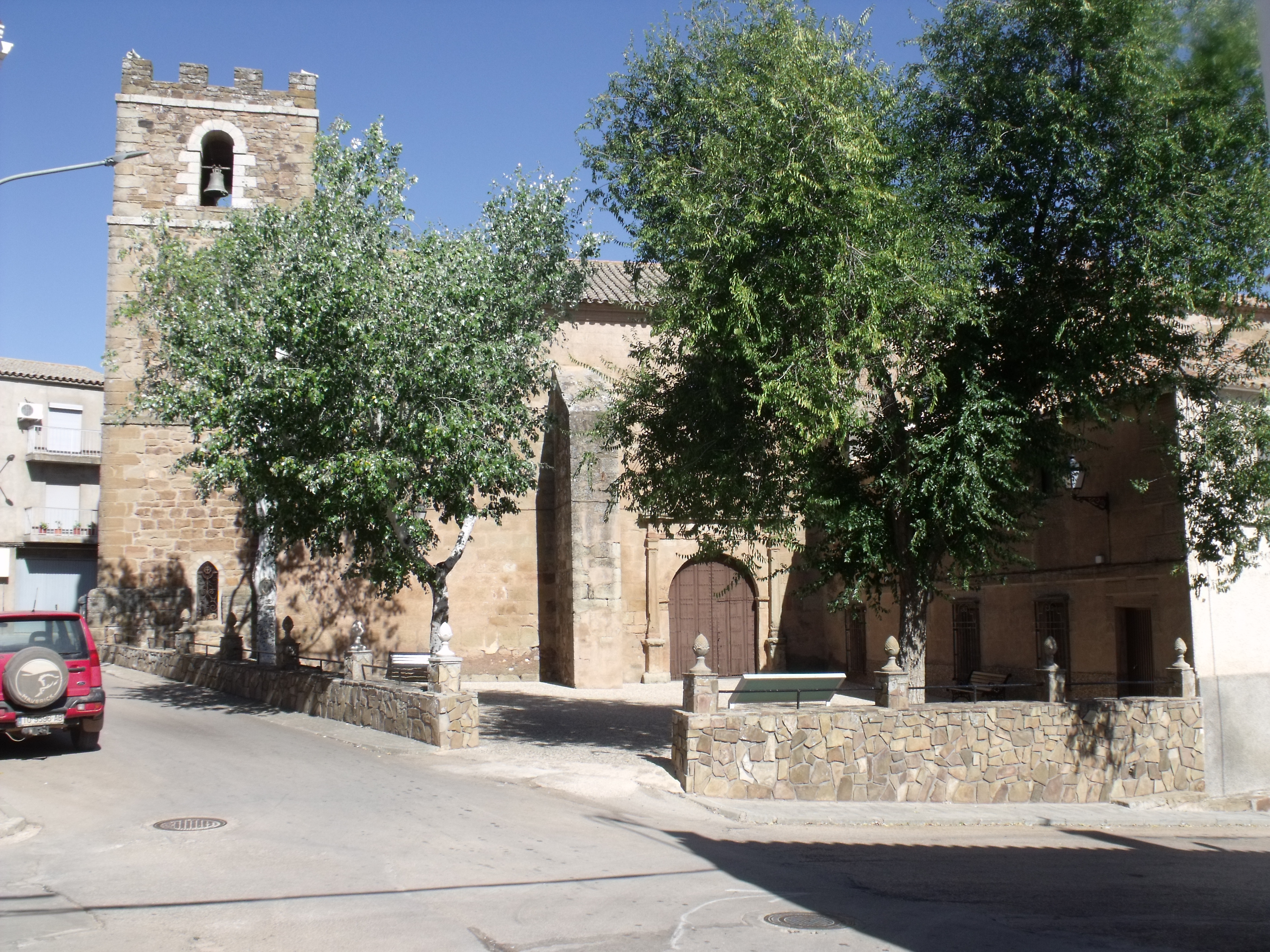
Kirche Mariä Himmelfahrt
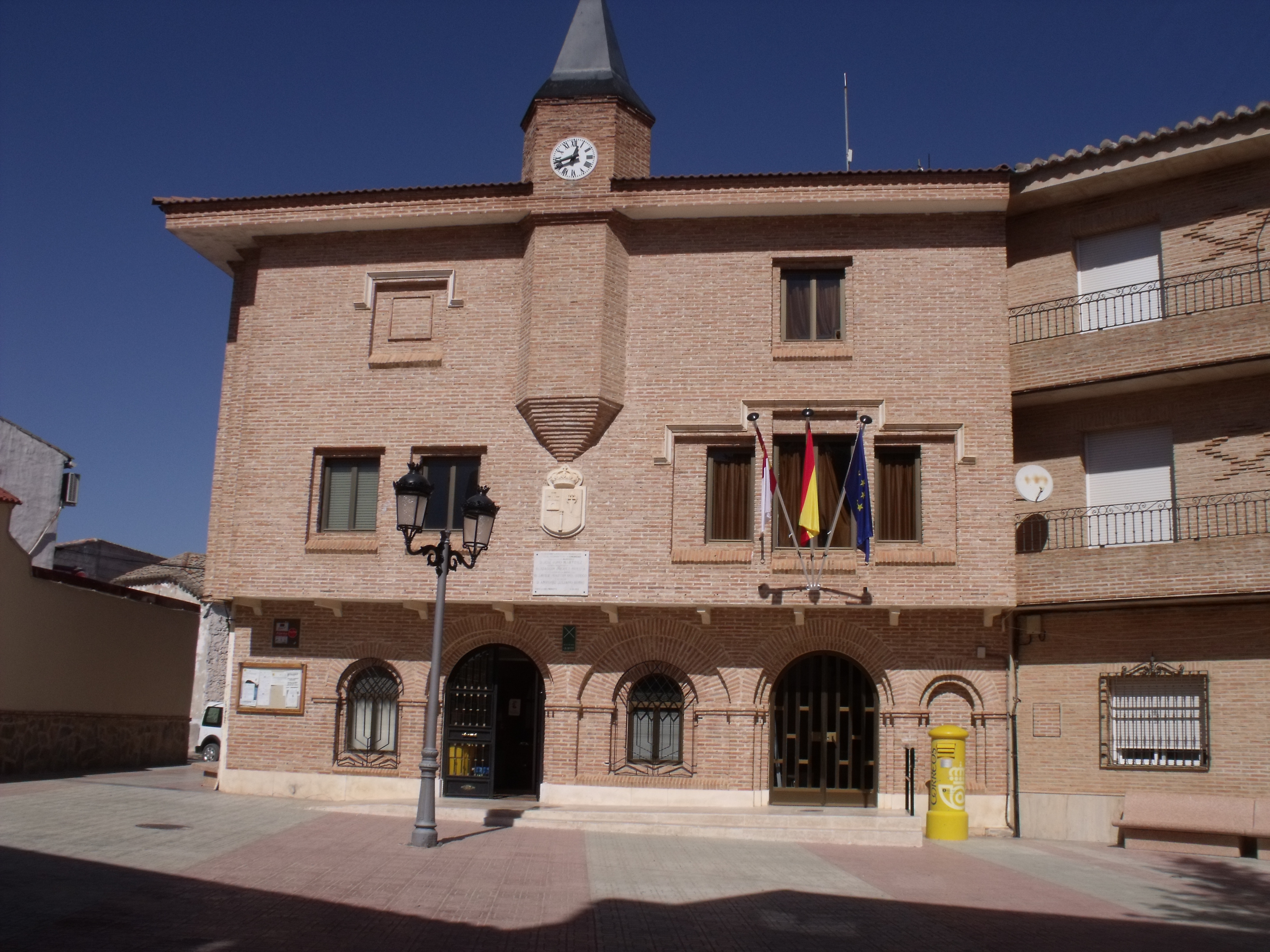
Rathaus